# Canton de Roquebrune-sur-Argens
Le canton de Roquebrune-sur-Argens est une circonscription électorale française située dans le département du Var et la région Provence-Alpes-Côte d'Azur.

## Histoire
Un nouveau découpage territorial du Var entre en vigueur à l'occasion des premières élections départementales suivant le décret du 27 février 2014. Les conseillers départementaux sont, à compter de ces élections, élus au scrutin majoritaire binominal mixte. Les électeurs de chaque canton élisent au Conseil départemental, nouvelle appellation du Conseil général, deux membres de sexe différent, qui se présentent en binôme de candidats. Les conseillers départementaux sont élus pour 6 ans au scrutin binominal majoritaire à deux tours, l'accès au second tour nécessitant 12,5 % des inscrits au 1er tour. En outre la totalité des conseillers départementaux est renouvelée. Ce nouveau mode de scrutin nécessite un redécoupage des cantons dont le nombre est divisé par deux avec arrondi à l'unité impaire supérieure si ce nombre n'est pas entier impair, assorti de conditions de seuils minimaux. Dans le Var, le nombre de cantons passe ainsi de 43 à 23.
Le canton de Roquebrune-sur-Argens est formé de communes des anciens cantons de Fréjus (1 commune), de Fayence (8 communes) et du Muy (2 communes). Il est entièrement inclus dans l'arrondissement de Draguignan. Le bureau centralisateur est situé à Roquebrune-sur-Argens.

## Représentation
| Période élective | Période élective | Mandat | Mandat   | Identité           | Nuance | Nuance | Qualité |
| ---------------- | ---------------- | ------ | -------- | ------------------ | ------ | ------ | --- |
| 2015             | 2021             | 2015   | 2021     | François Cavallier |        | DVD    | Professeur agrégé de philosophie Maire de Callian Ancien conseiller général du Canton de Fayence (2001-2015) 8e Vice-président du Département. |
| 2015             | 2021             | 2015   | 2021     | Josette Mimouni    |        | DVD    | Directrice financière retraitée Conseillère municipale de Roquebrune-sur-Argens                                                                |
| 2021             | 2028             | 2021   | en cours | Martine Arenas     |        | DVD    | Adjointe au maire de Puget-sur-Argens |
| 2021             | 2028             | 2021   | en cours | Nicolas Martel     |        | DVD    | Cadre, maire de Saint-Paul-en-Forêt |

### Résultats détaillés

#### Élections de mars 2015
À l'issue du 1er tour des élections départementales de 2015, deux binômes sont en ballottage : François Cavallier et Josette Mimouni (Union de la Droite, 52,38 %) et Jean-Christophe Bertin et Danielle Subtil (FN, 47,62 %). Le taux de participation est de 48,63 % (17 827 votants sur 36 657 inscrits) contre 49,77 % au niveau départemental et 50,17 % au niveau national.
Au second tour, François Cavallier et Josette Mimouni (Union de la Droite) sont élus avec 54,36 % des suffrages exprimés et un taux de participation de 49,34 % (9 294 voix pour 18 086 votants et 36 657 inscrits).
François Cavallier a quitté LR en mars 2018.

#### Élections de juin 2021
Le premier tour des élections départementales de 2021 est marqué par un très faible taux de participation (33,26 % au niveau national). Dans le canton de Roquebrune-sur-Argens, ce taux de participation est de 31,55 % (12 492 votants sur 39 592 inscrits) contre 33,03 % au niveau départemental. À l'issue de ce premier tour, deux binômes sont en ballottage : Irène Geay et Frank Giletti (RN, 41,68 %) et Martine Arenas et Nicolas Martel (DVD, 24,36 %).
Le second tour des élections est marqué une nouvelle fois par une abstention massive équivalente au premier tour. Les taux de participation sont de 34,36 % au niveau national, 36,4 % dans le département et 34,57 % dans le canton de Roquebrune-sur-Argens. Martine Arenas et Nicolas Martel (DVD) sont élus avec 53,2 % des suffrages exprimés (6 924 voix pour 13 721 votants et 39 696 inscrits),,.

## Composition
Le canton de Roquebrune-sur-Argens comprend onze communes entières.
| Nom                                           | Code Insee | Intercommunalité                     | Superficie (km2) | Population (dernière pop. légale) | Densité (hab./km2) | Modifier                                    |
| --------------------------------------------- | ---------- | ------------------------------------ | ---------------- | --------------------------------- | ------------------ | ------------------------------------------- |
| Roquebrune-sur-Argens (bureau centralisateur) | 83107      | CA Estérel Côte d'Azur Agglomération | 106,10           | 15 006 (2022)                     | 141                | modifier les données · modifier les données |
| Bagnols-en-Forêt                              | 83008      | CC du Pays de Fayence                | 42,90            | 3 049 (2022)                      | 71                 | modifier les données · modifier les données |
| Callian                                       | 83029      | CC du Pays de Fayence                | 25,42            | 3 794 (2022)                      | 149                | modifier les données · modifier les données |
| Fayence                                       | 83055      | CC du Pays de Fayence                | 27,68            | 6 024 (2022)                      | 218                | modifier les données · modifier les données |
| Mons                                          | 83080      | CC du Pays de Fayence                | 76,63            | 873 (2022)                        | 11                 | modifier les données · modifier les données |
| Montauroux                                    | 83081      | CC du Pays de Fayence                | 33,54            | 6 787 (2022)                      | 202                | modifier les données · modifier les données |
| Puget-sur-Argens                              | 83099      | CA Estérel Côte d'Azur Agglomération | 26,90            | 8 473 (2022)                      | 315                | modifier les données · modifier les données |
| Saint-Paul-en-Forêt                           | 83117      | CC du Pays de Fayence                | 20,26            | 1 747 (2022)                      | 86                 | modifier les données · modifier les données |
| Seillans                                      | 83124      | CC du Pays de Fayence                | 88,66            | 2 852 (2022)                      | 32                 | modifier les données · modifier les données |
| Tanneron                                      | 83133      | CC du Pays de Fayence                | 52,78            | 1 723 (2022)                      | 33                 | modifier les données · modifier les données |
| Tourrettes                                    | 83138      | CC du Pays de Fayence                | 33,99            | 2 920 (2022)                      | 86                 | modifier les données · modifier les données |
| Canton de Roquebrune-sur-Argens               | 8311       |                                      | 534,86           | 53 248 (2022)                     | 100                | modifier les données                        |

## Démographie
En 2022, le canton comptait 53 248 habitants, en évolution de +7,42 % par rapport à 2016 (Var : +4,98 %, France hors Mayotte : +2,11 %).
| 2013   | 2018   | 2022   |
| ------ | ------ | ------ |
| 46 574 | 50 778 | 53 248 |